# Église Notre-Dame-de-Prévenchère
L'église Notre-Dame-de-Prévenchère est une église située en France dans la commune Montpezat-sous-Bauzon, dans le département de l'Ardèche en région Auvergne-Rhône-Alpes.

## Localisation

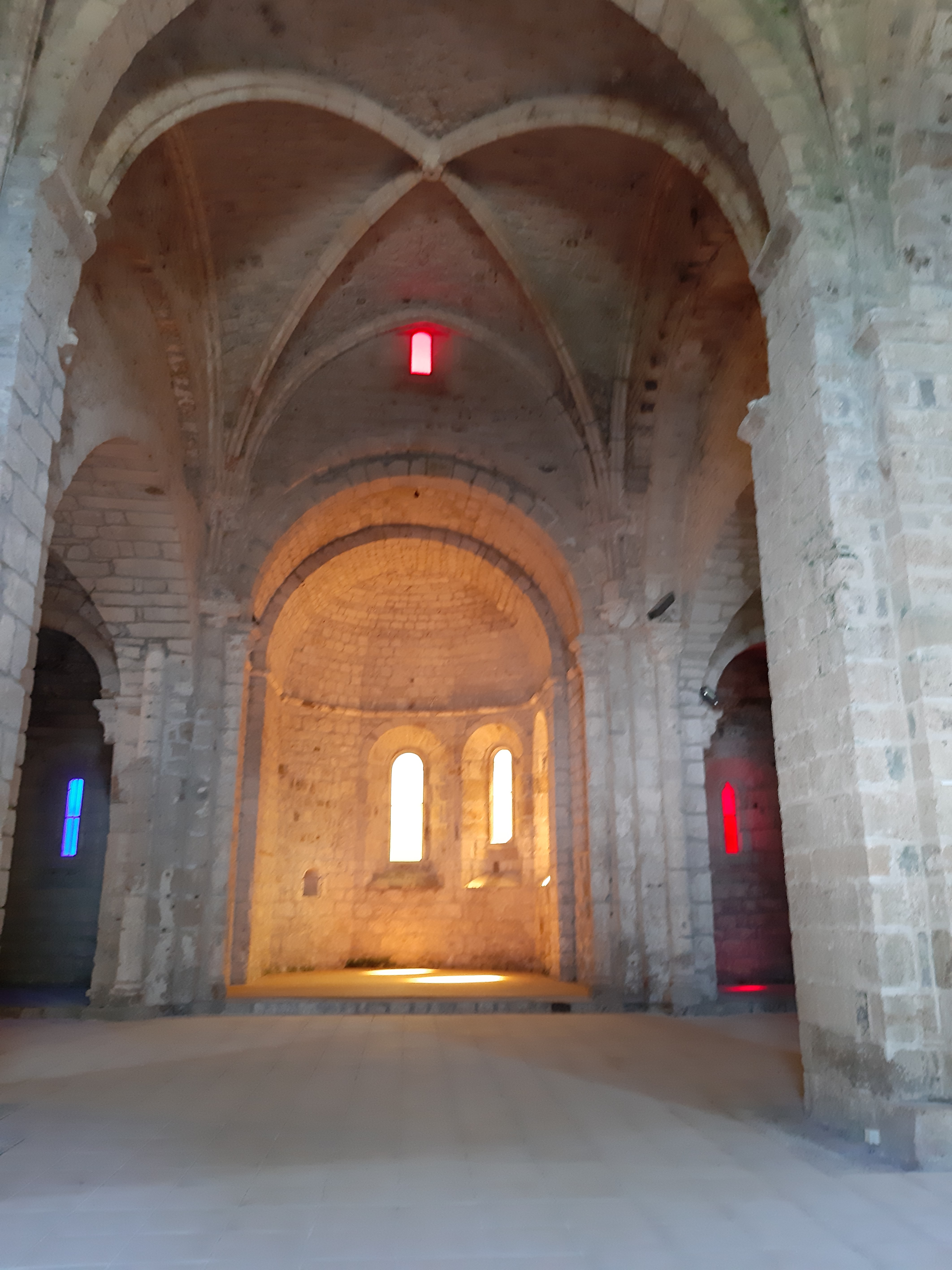
Intérieur de l'église, avec au fond, les trois absides (bleue, rouge et jaune).

L'église Notre-Dame-de-Prévenchère est située sur la commune de Montpezat-sous-Bauzon, dans le département français de l'Ardèche.

## Historique
La première citation de Notre-Dame-de-Prévenchère date d'une bulle du pape Alexandre III. L'église devenue paroissiale en 1265 dépendait de l'abbé de Saint-Chaffre.
Lors des guerres de Religion, l'église fut en partie détruite par les huguenots de Sire de la Tronchère lors de son raid sur l'abbaye de Mazan et le fort de Porcheyrolles (août 1584). Des travaux de restauration et d'agrandissements s'ensuivirent de 1584 à 1600.
Plusieurs prieurs se succéderont jusqu'à la Révolution et au-delà car l'église n'est fermée au culte qu'en 1885.
Des travaux de démolition débutés en 1925 pour la construction de l'église de Montpezat-sous-Bauzon, quelques centaines de mètres en amont, permirent de mettre au jour des dizaines de sépultures de prieurs.

## Description
La succession de constructions, destructions et reconstruction s'est étalée du XIIe siècle au XXe siècle. Église paroissiale jusqu'à la Révolution, le bâtiment présente une courte nef unique et un transept saillant. Le chevet présente trois absides polygonales. Les transformations d’agrandissement débutées au XVe siècle ont fait disparaître le transept. La surface au sol est devenue carrée avec deux piliers centraux, vestiges de l'ancienne croisée du transept.

## Protection
Laissée longtemps à l'abandon, utilisée comme hangar, l'église Notre-Dame-de-Prévenchère fait l'objet d'une protection au titre des monuments historiques depuis 1944, ce qui permit de débuter des travaux de restauration.